# Maxime Gonalons
Maxime Gonalons (Vénissieux, 10 marzo 1989) è un ex calciatore francese, di ruolo centrocampista.

## Caratteristiche tecniche
Nel 2010 è stato inserito nella lista dei migliori calciatori nati dopo il 1989 stilata da Don Balón. Gonalons è un mediano in grado di giocare davanti alla difesa, recuperare palloni e dettare i tempi della manovra grazie a una buona tecnica di base. Intelligente tatticamente e dotato di un grande senso della posizione, predilige la fase difensiva rispetto a quella offensiva ma sa farsi rispettare anche in area avversaria, soprattutto nel gioco aereo. È dotato anche di un buon dribbling nello stretto, grazie ad un controllo di palla eccelso ed un'agilità che gli permette cambi di direzione improvvisi. Ha un gran tiro dalla distanza ed è capace di impensierire il portiere anche dai 30/35 metri. È dotato di grande personalità e si prende spesso la responsabilità di verticalizzare, ha un carattere da leader e da trascinatore.

## Carriera

### Club

#### Gli inizi, Olympique Lione
Muove i primi passi della carriera calcistica nel Villefranche, quindi nel 2000, all'età di 11 anni, viene tesserato dal settore giovanile del Lione. Milita in tutte le categorie giovanili e vince, da capitano, il campionato francese delle squadre riserve. Nel luglio del 2008 viene colpito da un'infezione da staphylococcus aureus e rischia l'amputazione di una gamba. Superato il problema, nell'estate del 2009 firma il primo contratto da professionista e viene inserito nella prima squadra del club.
Esordisce da professionista il 25 agosto 2009 nella gara di ritorno dei preliminari di Champions League contro l'Anderlecht, subentrando al minuto 73 della partita a Jérémy Toulalan, mentre il 12 settembre successivo debutta in Ligue 1 contro il Lorient. Il 20 ottobre, nella sua seconda apparizione nella fase a gironi di Champions League, segna il gol del momentaneo 1-1 contro il Liverpool al 72', gara poi vinta dai francesi per 2-1 ad Anfield. Il 25 gennaio 2010 prolunga il suo contratto con il Lione fino al 30 giugno 2014. Il 7 ottobre 2011 firma un nuovo prolungamento del contratto fino al 30 giugno 2016. A partire dalla stagione 2011-2012, sotto la guida del tecnico Rémi Garde, diventa un punto fermo della squadra.
Il 29 aprile 2012 vince il primo trofeo in carriera, la Coppa di Francia, grazie alla vittoria per 1-0 nella finale contro il Quevilly. Il 28 luglio successivo bissa questo successo vincendo anche la Supercoppa di Francia contro il Montpellier, gara nella quale indossa per la prima volta la fascia di capitano per la concomitante assenza di Lisandro López e scavalcando nelle gerarchie Cris in contrasto con la società.
L'11 gennaio 2013 viene ufficialmente designato capitano della squadra.
Fino al 2017 ha giocato con la sua squadra di origine più di 334 partite, piazzandosi all’ottavo posto dei calciatori con più presenze nella storia del club e vincendo una Coppa e una Supercoppa di Francia. Ha segnato 13 gol in casa e 12 in trasferta col Lione.

#### Roma e prestito al Siviglia
Il 30 giugno 2017 viene acquistato dalla Roma per 5 milioni di euro. Esordisce con la maglia giallorossa il 20 settembre 2017 giocando da titolare nella partita in trasferta a Benevento (0-4), sfida valida per la quinta giornata di campionato. Il 27 settembre 2017 esordisce da titolare in Champions League contro il Qarabağ.
Il primo anno in maglia giallorossa delude complessivamente le aspettative ed il 20 agosto 2018, Gonalons viene ceduto in prestito secco al Siviglia, per rimpiazzare il connazionale Nzonzi (divenuto nel frattempo nuovo giocatore della Roma, trasferimento che ha reso di fatto Gonalons un esubero dei giallorossi). Debutta con il club andaluso il 23 agosto seguente, nella gara di andata del turno preliminare di Europa League contro il Sigma Olomouc. Il 26 agosto arriva invece l'esordio nella Liga, nel match casalingo contro il Villarreal. Il 30 agosto successivo, nella gara di ritorno contro il Sigma Olomouc, Gonalons trova la sua prima ed unica marcatura nell'esperienza iberica. A causa di un duplice infortunio che pregiudica la condizione fisica del francese, impedendogli di disputare buona parte della stagione, a fine stagione non viene rinnovata la presenza di Gonalons al Siviglia, ed il giocatore fa quindi ritorno alla Roma.

#### Granada
Il 2 settembre 2019, Gonalons viene ceduto in prestito con obbligo di riscatto al Granada. Esordisce con gli spagnoli il 21 settembre seguente, nel match di campionato vinto 2-0 contro il Barcellona. Il 22 gennaio 2020, il francese sigla la sua prima rete con gli iberici, nel match di coppa del Re contro il Badalona (1-3). L'11 agosto 2020, il club andaluso ufficializza il riscatto del francese, con conseguente accordo fino al 2023.
Il 1º luglio 2022, a seguito della retrocessione del club, rescinde il proprio contratto con gli andalusi.

#### Clermont e ritiro
Il 1º luglio 2022 fa ritorno in patria firmando un contratto biennale, con opzione per il terzo, con il Clermont Foot. Al termine della stagione 2023-2024, dopo aver collezionato 48 presenze e 2 reti complessivamente, non rinnova il contratto con la società transalpina, rimanendo svincolato.
Non avendo trovato nessuna squadra durante e dopo la sessione di calciomercato estiva, il 15 ottobre 2024 decide di ritirarsi dall'attività agonistica.

### Nazionale
Milita nelle rappresentative giovanili francesi Under-19 (7 presenze) e Under-21 (6 presenze)
L'11 novembre 2011 esordisce in nazionale maggiore, convocato dal CT francese Laurent Blanc, in un'amichevole contro gli Stati Uniti giocata a Parigi. Quattro giorni dopo colleziona la seconda presenza con la maglia dei Blues in un'altra amichevole contro il Belgio.
Non convocato per l'Europeo 2012, il nuovo selezionatore Didier Deschamps lo convoca per la prima gara della sua gestione, l'amichevole giocata il 15 agosto 2012 contro l'Uruguay, nella quale viene schierato dal primo minuto. Il 16 ottobre successivo è titolare anche contro la Spagna nelle qualificazioni al Mondiale 2014.
Il 13 maggio 2014 viene inserito come riserva nei 30 pre-convocati in vista dei Mondiali 2014.

## Statistiche

### Presenze e reti nei club
| Stagione        | Squadra         | Campionato      | Campionato | Campionato | Coppe nazionali | Coppe nazionali | Coppe nazionali | Coppe continentali | Coppe continentali | Coppe continentali | Altre coppe | Altre coppe | Altre coppe | Totale | Totale |
| Stagione        | Squadra         | Comp            | Pres       | Reti       | Comp            | Pres            | Reti            | Comp               | Pres               | Reti               | Comp        | Pres        | Reti        | Pres   | Reti   |
| --------------- | --------------- | --------------- | ---------- | ---------- | --------------- | --------------- | --------------- | ------------------ | ------------------ | ------------------ | ----------- | ----------- | ----------- | ------ | ------ |
| 2009-2010       | O. Lione        | L1              | 15         | 1          | CF+CdL          | 1+2             | 0               | UCL                | 9                  | 1                  | -           | -           | -           | 27     | 2      |
| 2010-2011       | O. Lione        | L1              | 23         | 0          | CF+CdL          | 0+1             | 0               | UCL                | 4                  | 0                  | -           | -           | -           | 28     | 0      |
| 2011-2012       | O. Lione        | L1              | 35         | 2          | CF+CdL          | 5+4             | 0               | UCL                | 8                  | 1                  | -           | -           | -           | 52     | 3      |
| 2012-2013       | O. Lione        | L1              | 35         | 3          | CF+CdL          | 1+0             | 0               | UEL                | 6                  | 1                  | SF          | 1           | 0           | 43     | 4      |
| 2013-2014       | O. Lione        | L1              | 36         | 0          | CF+CdL          | 2+4             | 0               | UCL+UEL            | 4+8                | 0+1                | -           | -           | -           | 54     | 1      |
| 2014-2015       | O. Lione        | L1              | 35         | 1          | CF+CdL          | 2+1             | 0               | UEL                | 4                  | 1                  | -           | -           | -           | 42     | 2      |
| 2015-2016       | O. Lione        | L1              | 33         | 0          | CF+CdL          | 3+1             | 0               | UCL                | 5                  | 0                  | SF          | 1           | 0           | 43     | 0      |
| 2016-2017       | O. Lione        | L1              | 30         | 1          | CF+CdL          | 2+0             | 0               | UCL+UEL            | 6+6                | 0                  | SF          | 1           | 0           | 45     | 1      |
| Totale O. Lione | Totale O. Lione | Totale O. Lione | 242        | 8          |                 | 29              | 0               |                    | 60                 | 5                  |             | 3           | 0           | 334    | 13     |
| 2017-2018       | Roma            | A               | 16         | 0          | CI              | 1               | 0               | UCL                | 6                  | 0                  | -           | -           | -           | 23     | 0      |
| 2018-2019       | Siviglia        | PD              | 10         | 0          | CR              | 0               | 0               | UEL                | 3                  | 1                  | SS          | 0           | 0           | 13     | 1      |
| 2019-2020       | Granada         | PD              | 19         | 0          | CR              | 6               | 1               | -                  | -                  | -                  | -           | -           | -           | 25     | 1      |
| 2020-2021       | Granada         | PD              | 25         | 0          | CR              | 0               | 0               | UEL                | 15                 | 0                  | -           | -           | -           | 40     | 0      |
| 2021-2022       | Granada         | PD              | 25         | 0          | CR              | 0               | 0               | -                  | -                  | -                  | -           | -           | -           | 25     | 0      |
| Totale Granada  | Totale Granada  | Totale Granada  | 69         | 0          |                 | 6               | 1               |                    | 15                 | 0                  |             | -           | -           | 90     | 1      |
| 2022-2023       | Clermont Foot   | L1              | 25         | 1          | CF              | -               | -               |                    | -                  | -                  |             | -           | -           | 25     | 1      |
| 2023-2024       | Clermont Foot   | L1              | 21         | 1          | CF              | 2               | 0               |                    | -                  | -                  |             | -           | -           | 21     | 1      |
| Totale Clermont | Totale Clermont | Totale Clermont | 46         | 2          |                 | 2               | 0               |                    | -                  | -                  |             | -           | -           | 48     | 2      |
| Totale carriera | Totale carriera | Totale carriera | 383        | 10         |                 | 37              | 1               |                    | 84                 | 6                  |             | 3           | 0           | 507    | 16     |

### Cronologia presenze e reti in nazionale
| Cronologia completa delle presenze e delle reti in nazionale ― Francia | Cronologia completa delle presenze e delle reti in nazionale ― Francia | Cronologia completa delle presenze e delle reti in nazionale ― Francia | Cronologia completa delle presenze e delle reti in nazionale ― Francia | Cronologia completa delle presenze e delle reti in nazionale ― Francia | Cronologia completa delle presenze e delle reti in nazionale ― Francia | Cronologia completa delle presenze e delle reti in nazionale ― Francia | Cronologia completa delle presenze e delle reti in nazionale ― Francia |
| Data                                                                   | Città                                                                  | In casa                                                                | Risultato                                                              | Ospiti                                                                 | Competizione                                                           | Reti                                                                   | Note                                                                   |
| ---------------------------------------------------------------------- | ---------------------------------------------------------------------- | ---------------------------------------------------------------------- | ---------------------------------------------------------------------- | ---------------------------------------------------------------------- | ---------------------------------------------------------------------- | ---------------------------------------------------------------------- | ---------------------------------------------------------------------- |
| 11-11-2011                                                             | Saint-Denis                                                            | Francia                                                                | 1 – 0                                                                  | Stati Uniti                                                            | Amichevole                                                             | -                                                                      | 60’                                                                    |
| 15-11-2011                                                             | Saint-Denis                                                            | Francia                                                                | 0 – 0                                                                  | Belgio                                                                 | Amichevole                                                             | -                                                                      | 42’                                                                    |
| 15-8-2012                                                              | Le Havre                                                               | Francia                                                                | 0 – 0                                                                  | Uruguay                                                                | Amichevole                                                             | -                                                                      |                                                                        |
| 12-10-2012                                                             | Saint-Denis                                                            | Francia                                                                | 0 – 1                                                                  | Giappone                                                               | Amichevole                                                             | -                                                                      | 68’                                                                    |
| 16-10-2012                                                             | Madrid                                                                 | Spagna                                                                 | 1 – 1                                                                  | Francia                                                                | Qual. Mondiali 2014                                                    | -                                                                      | 47’ 57’                                                                |
| 14-11-2012                                                             | Parma                                                                  | Italia                                                                 | 1 – 2                                                                  | Francia                                                                | Amichevole                                                             | -                                                                      | 84’                                                                    |
| 13-6-2015                                                              | Elbasan                                                                | Albania                                                                | 1 – 0                                                                  | Francia                                                                | Amichevole                                                             | -                                                                      | 59’                                                                    |
| Totale                                                                 |                                                                        | Presenze                                                               | 7                                                                      |                                                                        | Reti                                                                   | 0                                                                      |                                                                        |

## Palmarès

### Club

#### Competizioni nazionali
- Coppa di Francia: 1

Olympique Lione: 2011-2012
- Supercoppa francese: 1

Olympique Lione: 2012